# Восточная ограда Юрьева монастыря
Восточная ограда Юрьева монастыря — памятник архитектуры. Расположен в Великом Новгороде, современный адрес сооружения — Юрьевское шоссе, 10, сооружение 20.
Две параллельные каменные стены длиной 158 метров проходят между Крестовоздвиженским собором и гостиничным корпусом, в ней расположены святые врата, к которым примыкает здание столярной и слесарной мастерской. Все эти объекты были построены при архимандрите Фотии в 1824—1830 годах на месте более ранних строений (согласно архимандриту Макарию, стену тогда лишь перестроили, но согласно архитектурным особенностям она относится целиком к XIX веку): изначальную каменную ограду поэтапно строили в первой половине XVIII века. При строительстве западной стены в 1829—1833 годах были повторены архитектурные особенности восточной.
Над оградой сделана двускатная кровля, часть внутренней стены между гостиничным корпусом и вратами (35 м) была разобрана в XIX веке. Восточный (речной) фасад делят на прясла 16 лопаток, в каждом прясле сделаны две небольшие квадратные амбразуры. На внутреннем фасаде лопаток нет. Снизу стены сделаны большие полукруглые ниши, сверху — узкие окна-бойницы. Между стенами идёт коридор шириной 1,2 м с коробовым сводом.
Большая часть карниза ограды, кровля были утрачены во время Великой Отечественной войны. Тогда же вместо узких окон внутренней стены были сделаны двери, была разобрана часть внутренней стены у корпуса мастерских. В 1971-72 годах под руководством Т. В. Гладенко была отреставрирована кладка стены, повторные исследования и реставрация прошли в 1980-е годы под руководством Г. М. Штендера по проекту И. Б. Аблизиной при приспособлении монастыря под туристический центр.